# Tempel van de Olympische Zeus
De Tempel van de Olympische Zeus of het Olympieion in Athene was de grootste tempel in Griekenland, gewijd aan Zeus. De tempel staat aan de zuidkant van het oude Athene, tussen de Akropolis en de rivier de Ilissos.

## Geschiedenis
De locatie van de tempel was al sinds de prehistorie een plaats waar chtonische goden en heroën werden vereerd. Volgens de overlevering zou Deukalion hier een tempel hebben gebouwd boven aan de kloof waardoor het water wegliep na de zondvloed. Peisistratos de jongere (de kleinzoon van de bekende tiran) begon in 516 v.Chr. met de bouw van een monumentale tempel, maar moest een jaar later toen de tiran Hippias in ballingschap ging, het werk staken terwijl het stylobaat nog niet eens af was. De tempel bleef ca. 400 jaar onafgemaakt totdat Antiochus IV Epiphanes in 174 v.Chr. de bouw weer opnam naar een ontwerp van de Romeinse architect Cossutius, die de Dorische orde verving door de Korinthische. De tempel werd voltooid onder keizer Hadrianus in 124/125. Hij wijdde persoonlijk de tempel in tijdens zijn tweede bezoek aan Athene in 132.

## Beschrijving
De tempel staat op een kunstmatig terras van vierkante stenen. De hoofdingang werd gevormd door een propylon in Dorische stijl, waarvan het grondplan kon worden gereconstrueerd. De tempel heeft een stylobaat (108 × 41 m.) van drie treden. De tempel was een octastyle dipteros (een tempel met een dubbele rij zuilen, en acht zuilen in de breedte), met twintig zuilen aan de lange kanten. In totaal telde hij 104 zuilen. Hiervan staan nog 15 zuilen overeind met een deel van de architraaf. Een zuil die is omgevallen bij de grote storm van 26 okt. 1852 ligt in 16 zuiltrommels uiteengevallen neer. De doorsnee aan de basis is 1,70 m., de hoogte van de zuilen 17 m. De zuilen zijn gemaakt van pentelisch marmer en hebben prachtig uitgehouwen kapitelen. Het is niet mogelijk de cella te reconstrueren, maar volgens Vitruvius (3, 2, 8) was de tempel een zogenaamde hypaethros, wat wil zeggen dat er in de cella rijen stonden van twee boven elkaar geplaatste zuilen en dat het midden zonder dak onder de blote hemel was. Pausanias (1, 18, 6-8) vertelt dat Hadrianus een kolossaal chryselefantien beeld van Zeus in de cella liet plaatsen en dat vóór de ingang van de tempel standbeelden van Hadrianus zelf stonden, twee van Thasische steen en twee van Egyptische steen.